# Uroš Veselič
Uroš Veselič, slovenski nogometaš, * 20. maj 1987, Videm pri Ptuju.
Veselič je nekdanji profesionalni nogometaš, ki je igral na položaju vezista. V svoji karieri je igral za slovenske klube Aluminij, Rudar Velenje, Drava Ptuj in DNŠ Zavrč, avstrijske LASK Linz, SV Allerheiligen, SV Lebring, SV Frannach, Bad Gleichenberg, UFC Fehring in St. Stefan im Rosental ter madžarski Kecskeméti TE. Skupno je v prvi slovenski ligi odigral šest tekem, v drugi slovenski ligi pa je odigral 87 tekem in dosegel 25 golov. Bil je tudi član slovenske reprezentance do 17 in 20 let.